# ألوية الناصر صلاح الدين
ألوية الناصِر صَلاح الدِّين هي الجناح العسكري للجان المقاومة الشعبيّة، وهي فصيل فلسطيني مسلح. شاركت هذه الألوية في عملية الوهم المتبدد مع حركة حماس التي أسفرت عن أسر الجندي الإسرائيلي جلعاد شاليط.

## تاريخ

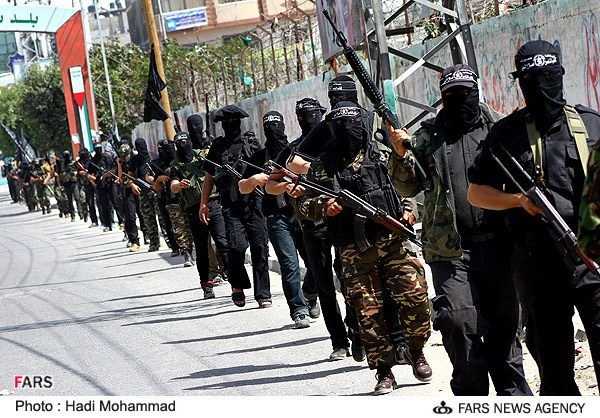
تمرين لألوية الناصر صلاح الدين الجناح العسكري للجان المقاومة الشعبية في مدينة غزة.

تأسست لجان المقاومة الشعبية كحالة عسكرية واكبت قيام انتفاضة الأقصى في عام 2001م وشنّت هجمات ضد أهداف عسكرية إسرائيلية. ساهمت هذه الألوية في المقاومة الفلسطينية التي اندلعت بعد الهجوم على قطاع غزة (ديسمبر 2008 - يناير 2009م).
في 13 يناير 2005م، شاركت ألوية الناصر صلاح الدين في عملية مشتركة مع كتائب الشهيد عز الدين القسام وكتائب شهداء الأقصى في معبر المنطار (كارني) أطلق عليها اسم «زلزلة الحصون»، أسفرت عن مقتل سبعة جنود إسرائيليين وإصابة آخرين.

## طوفان الاقصى
في 8 أكتوبر لعام 2023م، أعلنت ألوية الناصر صلاح الدين لأول مرة عن إطلاق سرب من أنماط مختلفة للطائرات المسيرة الانتحارية تجاه الأراضي المحتلة. وعلق الأمين العام للجان المقاومة الشعبية أبو ياسر الششنية قائل: «إن ألوية الناصر صلاح الدين والمقاومة الفلسطينية يسطرون ملحمة بطولية في مواجهة العدو الصهيوني المجرم وما نراه أكبر دليل على أن المقاومة لن تتوقف، ورغم امتلاك العدو لكل وسائل القوة العسكرية والتكنولوجية لم يستطِع أن يوقف زحف المقاومة الهادر الذي لن يتوقف بإذن الله إلا بدحر الصهاينة وتطهير الأرض والمقدسات وتحرير كل الأسرى الأبطال».
وفي 30 ديسمبر 2023م، أعلنت الألوية إستهداف دبابة إسرائيلية من نوع ميركافا في خان يونس. تقود ألوية صلاح الدين حاليًا حربًا ضروس لصد العدوان الإسرائيلي على قطاع غزة.

## أهم القادة
- أبو يوسف القوقا (قائد عام للألوية، اغتيل في مارس 2006م).[8]
- رأفت حرب حسين أبو هلال (قائد عام للألوية، اغتيل في مدينة رفح في 8 أكتوبر 2023م).[9][10]
- عماد حماد (قائد العام للألوية، اغتيل في أغسطس 2011م).[11]
- خالد أبو جميل شعث (قائد لوحدة التصنيع في ألوية الناصر صلاح الدين، اغتيل في أغسطس 2011م).[11]

## وصلات خارجية
- موقع ألوية الناصر صلاح الدين